# Kamerun na Mistrzostwach Świata w Lekkoatletyce 2013
Kamerun na Mistrzostwach Świata w Lekkoatletyce 2013 – reprezentacja Kamerunu podczas mistrzostw świata w Moskwie liczyła 1 zawodnika, który nie zdobył medalu.

## Występy reprezentantów Kamerunu
| Konkurencja            | Zawodnik     | Preeliminacje | Preeliminacje | Eliminacje | Eliminacje | Półfinał | Półfinał | Finał    | Finał   |
| Konkurencja            | Zawodnik     | Rezultat      | Pozycja       | Rezultat   | Pozycja    | Rezultat | Pozycja  | Rezultat | Pozycja |
| ---------------------- | ------------ | ------------- | ------------- | ---------- | ---------- | -------- | -------- | -------- | ------- |
| Bieg na 100 m mężczyzn | Idrissa Adam | 10,56         | 7. q          | 10,70      | 52.        | NQ       | NQ       | NQ       | NQ      |